# Jean-Louis Gintrac
Pour les articles homonymes, voir Gintrac.
Jean-Louis Gintrac, né le 7 novembre 1808 à Bordeaux et mort le 20 juillet 1886 à Caudéran, est un peintre, dessinateur et lithographe français. Quatre de ses tableaux sont conservés au musée des Beaux-Arts de Bordeaux.

## Biographie
Jean-Louis Gintrac naît le 7 novembre 1808 à Bordeaux ; il est le cadet d'une fratrie de 5 garçons. 
Il devient l'élève de Jean-Paul Alaux, puis part pour Paris, où il est recommandé par Jacques Arago pour intégrer l'atelier de Guillaume Guillon Lethière, qu'il quitte pour intégrer les Beaux-Arts de Paris le 27 septembre 1830. Après avoir fait des peintures d'histoire et des portraits à l'huile et au pastel, il se spécialise dans les paysages et les scènes de genre. Il expose au salon de peinture et de sculpture de Paris en 1831 à 1837, puis s'installe cette année là à Bordeaux. 
Il y prend plusieurs élèves, dessine de nombreux monuments pour la commission des monuments historiques de Gironde et fournit des dessins pour divers ouvrages et journaux. Il devient l'ami, entre autres, des peintres Carle Vernet et Pierre Lacour, et du maire de Bordeaux Alexandre de Bethmann. En 1846, il effectue avec ce dernier un voyage de deux mois : ils partent de Bordeaux le 29 décembre 1845 remontent la Garonne sur un bateau à vapeur jusqu'à La Réole, puis traversent en voiturin le Languedoc, la Provence, pour arriver à Marseille. De là ils partent en bateau vers Civitavecchia, font escale à Gênes, Livourne. Ils visitent une bonne partie de l'Italie : Rome, le lac d'Albano, Tivoli, Subiaco, Cervara, les marais pontins, Procida, Sorrente, Naples, Pausilippe, Herculanum, Pompéi, le Vésuve et Castellammare di Stabia. Le 20 mars 1846, il revient par mer à Marseille. Il expose lors des salons de Bordeaux de 1850 à 1854, de 1858 à 1861, en 1866 et 1867. À partir de 1853, il se consacre à sa famille et meurt subitement à Caudéran le 20 juin 1886.  

## Œuvres

Tableaux conservés au musée des Beaux-Arts de Bordeaux
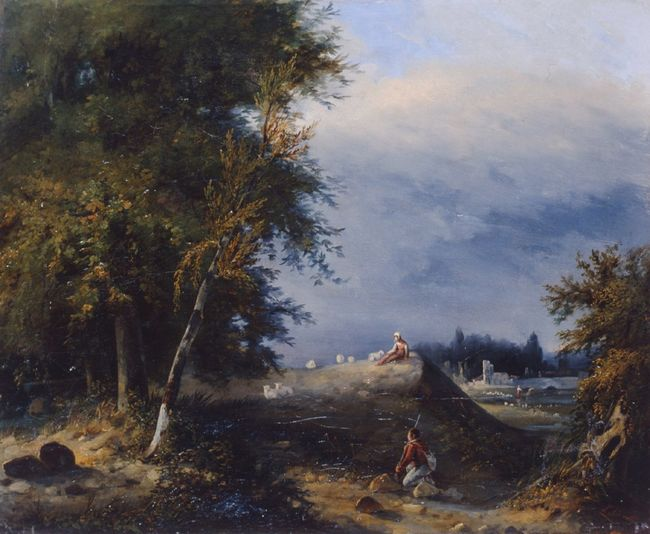
Chasseur à l'affût
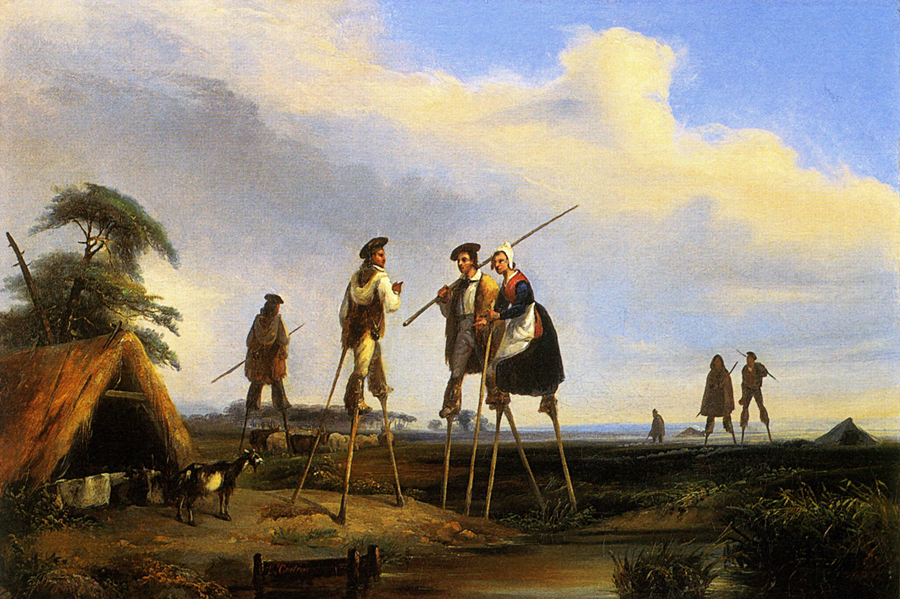
Habitants des Landes
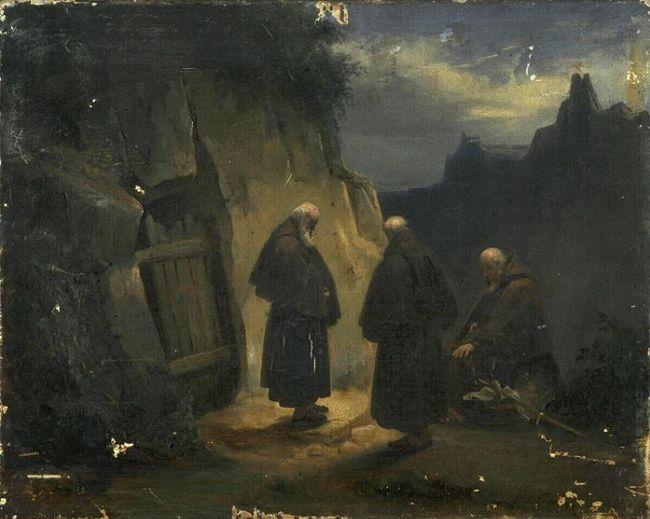
Moines en quête (1881)
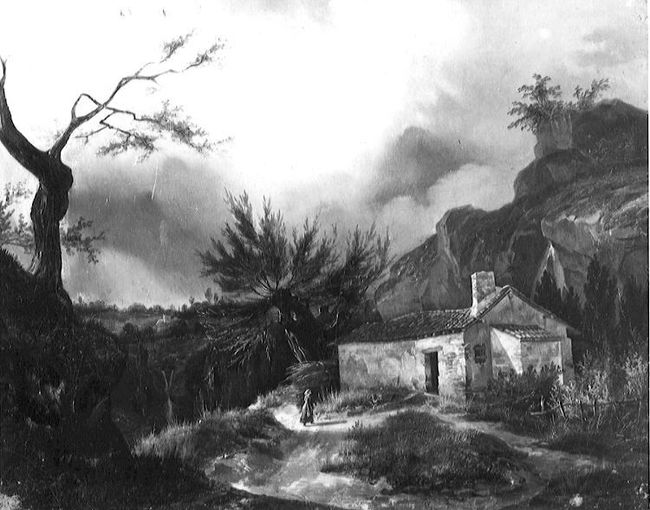
Paysage